# Okręty podwodne typu IXA
Okręty podwodne typu IXA – niemieckie oceaniczne okręty podwodne dalekiego zasięgu z czasów II wojny światowej. Okręty tego typu stanowiły rozwinięcie niemieckich u-bootów dalekiego zasięgu typu  IA, w celu uzyskania jednostek o większym zasięgu, dysponujących też silniejszym uzbrojeniem artyleryjskim. Z ośmiu zbudowanych w latach 1937-1939 jednostek tego typu, w grudniu 1940 roku dwa pierwsze okręty, zostały jednostkami szkoleniowymi. W czasie wojny zatopiono sześć jednostek tego typu, dwa ocalałe okręty zostały zezłomowane w 1945 roku. Jednostki te stanowiły jednak podstawę opracowania kolejnych projektów okrętów typów IXB, IXC, IXD-1, IXC/40 i IXD-2.